# Pablo Pérez-Mínguez
Pour les articles homonymes, voir Pablo Pérez, Pérez, Mínguez et POCH.
Pablo Pérez-Mínguez Poch (Madrid, 29 décembre 1946 - Madrid, 22 novembre 2012) est un photographe espagnol.

## Biographie
Pérez-Mínguez a participé à diverses initiatives en faveur de la photographie : revue Nueva Lente, projets comme el Photocentro ou le musée de la photographie à Alcalá de Henares, etc.
Cependant, il est surtout connu pour son travail sur la Movida

## Prix et récompenses
- 2006, Prix national de la photographie (Espagne)

## Source
- (es) Cet article est partiellement ou en totalité issu de l’article de Wikipédia en espagnol intitulé « Pablo Pérez-Mínguez » (voir la liste des auteurs).